# شهرستان پاتنم (اوهایو)
شهرستان پاتنم، اوهایو (به انگلیسی: Putnam County, Ohio) یک سکونتگاه مسکونی در ایالات متحده آمریکا است که در اوهایو واقع شده‌است.